# Babice (Nędza)
Babice (deutsch Babitz, 1936–1945 Jungbirken) ist eine Ortschaft in Oberschlesien. Babitz liegt in der Gmina Nędza (Nensa) im Powiat Raciborski (Kreis Ratibor) in der polnischen Woiwodschaft Schlesien. In den Jahren 1975–1998 gehörte Herzoglich Zawada zur alten polnischen Woiwodschaft Kattowitz.
Babitz liegt südlich von Nensa. Zum ersten Mal wurde das Dorf 1531 erwähnt. Im Dorf befindet sich eine Kirche, die 1937–1939 erbaut wurde. Neben ihr steht auch eine Kapelle mit einer Johannes-Nepomuk-Skulptur.